# Salvatore Totino
Salvatore Totino A.S.C. (né en 1964 à Brooklyn, New York) est un directeur de la photographie américain.

## Carrière
Il est invité à rejoindre l'AMPAS en 2006, et est membre de la société américaine de cinématographie (ASC) depuis 2007.

## Filmographie
- 1998 : Radiohead: 7 Television Commercials (documentaire)
- 1998 : L'Enfer du dimanche (Any Given Sunday)
- 2001 : Bruce Springsteen: The Complete Video Anthology 1978-2000 (documentaire)
- 2002 : Dérapages incontrôlés (Changing Lanes)
- 2003 : The Best of R.E.M.: In View 1988-2003 (documentaire)
- 2003 : Les Disparues
- 2005 : The Check Up
- 2005 : De l'ombre à la lumière (Cinderella Man)
- 2006 : Da Vinci Code
- 2008 : Frost/Nixon (Frost/Nixon)
- 2009 : Anges et Démons
- 2011 : Le Dilemme
- 2013 : Made in America (documentaire) de Ron Howard
- 2015 : Everest de Baltasar Kormákur
- 2023 : 65 : La Terre d'Avant (65) de Scott Beck et Bryan Woods
- 2023 : Ghosted de Dexter Fletcher